# Batman and Robin (Album)
Batman and Robin ist ein Album der Studioband The Sensational Guitars of Dan and Dale, eine Produktion von Tom Wilson und eingespielt von Musikern des von Danny Kalb begründeten Blues Project und des Sun Ra Arkestra. Die im Januar 1966 in Newark, New Jersey, entstandenen Aufnahmen erschienen 1966 als Langspielplatte auf dem Label Tifton, 2001 als Compact Disc auf dem italienischen Label Universe.

## Hintergrund
In den Vereinigten Staaten war Batman in den 1960er-Jahren eine populäre Fernsehserie, die 120 Episoden umfasste. Das offizielle Soundtrack-Album zur TV-Serie von 1966 stammte von einem Orchester unter Leitung von Nelson Riddle, mit der Erkennungsmelodie und Songs wie „Batman Riddles the Riddler - Or - (Hi Diddle Riddle)“ und „To the Batmobile!“. Zu hören waren auch die Stimmen der Batman-Figuren bzw. ihrer Darsteller, Batman (Adam West), Robin (Burt Ward) und The Riddler (Frank Gorshin).
Dan & Dale war ein gitarrenlastiges Ensemble von Studiomusikern (häufig in Referenzquellen als „The Sensational Guitars of Dan & Dale“ bezeichnet), das seit 1964 bestand und vor allem für Diplomat Records tätig war und Sammlungen mit Filmmusik (Themes from Goldfinger and Zorba the Greek, Henry Mancini Favorites) ebenso wie Country & Western Hits oder romantische Songs (Moonlight Guitars) einspielte. Batman and Robin produzierte 1966 Tom Wilson. Aufgrund der Flexibilität, aber auch weil sie nicht gewerkschaftlich organisiert waren, kam er für diese Produktion auf Sun Ra und seine Musiker zu.
Das Album gab einen Bezug zum Soundtrack der Serie und den Filmhelden vor, sowohl in der Covergestaltung als auch in den Titeln. Doch das Material war angeblich bei Studiosessions entstanden und bestand großteils aus Neuarrangements von Werken Tschaikowskys und anderer Musik, die frei von Urheberrechten war und im Stil eines rockorientierten Rhythm & Blues mit dominierenden Gitarren interpretiert war. Bruce Eder schätzte das Bandprojekt in Allmusic allerdings wie folgt ein: „In dem Maße, in dem sie überhaupt existierten, waren Dan & Dale tatsächlich Sun Ra, Danny Kalb, Steve Katz, Andy Kulberg, Roy Blumenfeld, John Gilmore, Marshall Allen, Pat Patrick, Jimmy Owens, Tom McIntosh und vielleicht (obwohl er es stets bestritt) Al Kooper, sämtlich aus den Reihen von Sun Ra & His Solar Myth Arkestra und Al Koopers [sic!] Blues Project.“ Sie hielten, soweit bekannt, eine Session in einem kleinen Studio in New Jersey für die Veröffentlichung eines Tanzmusikalbums namens „Batman and Robin“ ab, das damals hauptsächlich von Kindern unter zehn Jahren gehört wurde.
Die Informationen zu den an den Aufnahmen von Batman and Robin teilnehmenden Musikern recherchierten Robert L. Campbell und Christopher Trent für ihr Buch The Earthly Recordings of Sun Ra.

## Titelliste
- (Sun Ra & the Blues Project) The Sensational Guitars of Dan and Dale: Batman and Robin (Tifton 78002)[7][8]

A1 Batman Theme 2:16

A2 Batmanʼs Batmorang 2:52

A3 Batman and Robin over the Roofs 6:50

A4 The Penguin Chase 2:43

A5 Flight of the Batman 2:09

A6 Joker Is Wild 1:58

B1 Robinʼs Theme 3:05

B2 Penguinʼs Umbrella 3:05

B3 Batman and Robin Swing 2:42

B4 Batmobile Wheels 2:08

B5 The Riddlerʼs Retreat 2:12

B6 The Bat Cave 2:47

## Rezeption
„The Sensational Guitars of Dan and Dale“ zugeschrieben, war „Batman and Robin“ ein schnelles Machwerk, das [im Auftrag] eines Spielzeugherstellers aus New Jersey zusammengestellt wurde, um von der Popularität des „Caped Crusader“ und seines „Wunderknaben“ zu profitieren, schrieb Chris May. Zu den Tracktiteln gehören „The Riddler’s Retreat“ und „The Bat Cave“, aber die Musik habe nichts mit der Batman-TV-Serie [und dessen Soundtrack] zu tun. Stattdessen sei es eine Reihe spontaner Blues-Jams – „und es kocht“. Ra (auf einem weiteren seltenen Spiel mit der Hammond B3) und die Arkestra-Musiker Gilmore, Patrick und Allen gehören zu den Solisten. Al Kooper habe später bestritten, anwesend gewesen zu sein, aber die Musik sage darüber etwas anderes.
Wer könnte nach Sun Ras Disney-Album davon noch überrascht sein, fragten hypothetisch Richard Cook und Brian Morton, die das Album in The Penguin Guide to Jazz mit drei Sternen auszeichneten. Es präsentiere das Arkestra und das Blues-Project mit manch „ZAP!“- und „POW!“-hafter Action.